# NCT DREAM
NCT DREAM（エヌシーティー・ドリーム、朝: 엔시티 드림）は、韓国のボーイズグループ・NCTの派生ユニット。SMエンタテインメント所属。

## 概要
SMエンタテインメントのボーイズグループ・NCTの派生ユニットとして、2016年にデビューした7人組ボーイズグループ。韓国・中国・カナダ国籍のメンバーで構成され、ファンの間では「ドリム」という愛称で親しまれている。
「10代に夢と希望を、大人には癒しを与える」というコンセプトのもと、NCTの10代のメンバーで結成。当初は20歳を迎えたら卒業する制度を採用しており、2018年にマークが卒業。しかし2020年に卒業制度が撤廃され、現在はマークを含む結成当時のメンバーで固定されている。当時のK-POPボーイズグループでは、史上最年少となる平均年齢15.6歳でデビューした。
なお、マークとヘチャンはNCTの派生ユニット・NCT 127と兼任しており、一部スケジュールでは、2人を除いた5人のメンバーで活動を行うこともある。

## 来歴
デビュー前
2013年にマーク・チソン・ジェノ、2014年にヘチャン、2015年にジェミンが、SMルーキーズとして公開され、SMルーキーズの公演「SMROOKIES SHOW」の参加や、ディズニーチャンネルコリアのバラエティ番組『ミッキーマウス・クラブ』に出演した経歴がある。
また、マークは、NCT UとNCT 127、ヘチャンは、NCT 127として、既に活動を行っていた。
2016年
- 8月19日、チソン・チョンロを皮切りに、20日にはジェノ・ヘチャン、21日にはマーク・ロンジュン、22日にはジェミンの個人ティーザーが公開された[8][9][10][11][12]。
- 8月25日、NCT DREAMが、Mnet『M COUNTDOWN』を通じて正式にデビュー[13]。
- 8月27日、デビューデジタルシングル「Chewing Gum」をリリース[14]。

2017年
- 2月2日、腰の負傷などの理由で活動を中断していたジェミンが、活動には参加せず、残りの6人で活動することを発表[15]。
- 2月9日、1stシングルアルバム『The First』をリリース。2月14日、タイトル曲「My First and Last」が、SBS『THE SHOW』でデビュー後初の1位を獲得した[16]。
- 8月17日、1stミニアルバム『We Young』をリリース[17]。

2018年
- 3月4日、NCTの1stアルバム『NCT 2018 Empathy』より「GO」を公開[18]。14日には、本アルバムリリースを記念したショーケースより、ジェミンが復帰[19]。
- 9月3日、2ndミニアルバム『We Go Up』をリリース[20]。
- 12月13日、マークを除くメンバーとRed Velvetのイェリが、アニメ「トロールズ」の主題歌「Hair in the Air」をリリース[21][注 2]。
- 12月27日、SM STATIONからマークを含む7人のメンバーとしての最後のデジタルシングル「Candle Light」を発表[22]。これを最後に、マークがグループから卒業[23]。

2019年
- 7月26日、3rdミニアルバム『We Boom』をリリース[24]。
- 9月12日、米ビルボード「今年の21歳以下アーティスト21」に2年連続選定された[25]。
- 11月より初の単独コンサート「NCT DREAM TOUR-THE DREAM SHOW」を開催[26]。

2020年
- 1月22日、日本公演記念ミニアルバム『THE DREAM』をリリース[27][注 3]。本アルバムは、オリコン週間アルバムランキング[28]、Billboard JAPAN「Top Albums Sales」で1位を獲得[29]。
- 1月26日、初の日本単独ツアー「NCT DREAM TOUR "THE DREAM SHOW" - in JAPAN」を開催[30]。新型コロナウイルスの影響により、本ツアーのマカオ・シンガポール公演が延期[31]、3月の東京追加公演が中止となった[32]。
- 4月14日、卒業制度が撤廃され、マークを含めた7人でNCT Uの形態で活動することが発表された[3]。
- 4月29日、4thミニアルバム『Reload』をリリース[3][33]。
- 5月10日、オンラインコンサート「Beyond the DREAM SHOW」を開催[34]。
- 10月12日、マークが、NCTのアルバム『NCT 2020 RESONANCE Pt. 1』の収録曲「Déjà Vu」で、NCT DREAMとしての活動を再開。

2021年
- 5月10日、1stアルバム『Hot Sauce』をリリース[35]。本アルバムは、オリコン週間アルバムランキング、Billboard JAPAN「Top Albums Sales」で1位を獲得[36]。
- 6月28日、リパッケージアルバム『Hello Future』をリリース[37]。

2022年
- 3月28日、2ndアルバム『Glitch Mode』をリリース[38]。
- 5月30日、リパッケージアルバム『Beatbox』をリリース[39]。
- 9月8日・9日、2度目の単独コンサート「THE DREAM SHOW2 : In A DREAM」をソウル・オリンピック体操競技場にて開催[40]。11月より、本公演を映画化した『NCT DREAM THE MOVIE : In A DREAM』が公開された[41]。本公演を皮切りに北米、南米、ヨーロッパ、アジアなどで26都市41公演にわたる2度目のワールドツアーがスタートした。
- 9月12日、日本ファンクラブ「NCTzen DREAM-JAPAN」がオープン[42]。
- 11月23日より、日本ツアー「THE DREAM SHOW2 : In A DREAM - in JAPAN」を愛知・神奈川・福岡で開催。初日公演には、京セラドームでの追加公演や日本デビューシングルのタイトルが発表された[43]。
- 12月16日、スペシャルミニアルバム『Candy』をリリース[44]。

2023年
- 1月19日、ソウル歌謡大賞で大賞を受賞した[45]。
- 2月8日、日本ツアーを記念した初の日本シングル「Best Friend Ever」をリリース[46]。本楽曲は、オリコン週間シングルランキング、オリコン週間合算シングルランキング[47]、Billboard JAPAN「Top Singles Sales」で1位を獲得した[48]。
- 2月17日 - 19日の3日間、「THE DREAM SHOW2 : In A DREAM - in JAPAN」の追加公演を、京セラドーム大阪にて開催。本公演が、初単独ドーム公演となった[49]。
- 3月21日、デジタルシングル「Beatbox (English Ver.)」をリリース[50]。
- 6月19日、3rdアルバムの先行公開曲「Broken Melodies」をリリース[51]。
- 7月17日、3rdアルバム『ISTJ』をリリース[52]。
- 9月12日、ファンコミュニティプラットフォーム「Weverse」に参加[53]。
- 11月17日、アメリカのシンガーソングライター・JVKEとのコラボレーションシングル「Broken Melodies (JVKE Remix)」を公開した[54]。
- 12月1日より、Weverseでリアリティ番組『STARSTRUCK』を公開した[55]。

2024年
- 1月2日、ソウル歌謡大賞で2年連続の大賞を受賞した[45]。
- 3月25日、5thミニアルバム『DREAM( )SCAPE』をリリース。
- 5月2日より、アジア、南米、北米、ヨーロッパを巡る3度目のワールドツアー「2024 NCT DREAM WORLD TOUR ＜THE DREAM SHOW 3 : DREAM( )SCAPE＞」をスタート。12月11日より、ソウル・高尺スカイドーム公演を映画化した『NCT DREAM Mystery Lab : DREAM( )SCAPE in Cinemas』が公開された[56]。
- 5月11日より、グループ初の日本ドームツアー「2024 NCT DREAM WORLD TOUR ＜THE DREAM SHOW 3 : DREAM( )SCAPE＞ in JAPAN」をスタート。京セラドーム大阪・バンテリンドーム ナゴヤ・東京ドームなど、グループ初の日本3大ドームツアーを開催し、計235,000人の観客を動員した[57][58]。
- 6月5日、日本2ndシングル「Moonlight」をリリース[59]。
- 8月23日、デジタルシングル「Rains in Heaven」をリリース[60]。
- 11月11日、4thアルバム『DREAMSCAPE』をリリース[61]。
- 11月29日 - 12月1日、ワールドツアーのフィナーレ公演「2024 NCT DREAM WORLD TOUR ＜THE DREAM SHOW 3 : DREAMSCAPE＞ FINALE in SEOUL」を高尺スカイドームにて開催[62]。

2025年
- 2月14日、SM創立30周年記念アルバム『2025 SMTOWN : THE CULTURE, THE FUTURE』に参加。EXO「Love Me Right」をカバーしたほか、マーク・ジェノ・ヘチャンはタイトル曲「Thank You」を歌唱した[63]。
- 7月10日より、4度目のワールドツアー「2025 NCT DREAM TOUR ＜THE DREAM SHOW 4 : DREAM THE FUTURE＞」をスタート。
- 7月14日、5thアルバム『Go Back To The Future』をリリース。

## メンバー
| 画像           | 名前                   | 本名               | 本名          | 本名         | 本名          | 生年月日               | 血液型 | 出生地                       | 出身地                                          | 本貫     | ポジション                               |
| 画像           | 名前                   | 仮名               | ハングル      | 漢字         | 英字          | 生年月日               | 血液型 | 出生地                       | 出身地                                          | 本貫     | ポジション                               |
| -------------- | ---------------------- | ------------------ | ------------- | ------------ | ------------- | ---------------------- | ------ | ---------------------------- | ----------------------------------------------- | -------- | ---------------------------------------- |
|                | マーク MARK 마크       | マーク・リー       | 마크 리       | 马克李       | Mark Lee      | 1999年8月2日（26歳）   | A型    | カナダ オンタリオ州 トロント | カナダ ブリティッシュ コロンビア州 バンクーバー | 全州李氏 | リーダー メインラッパー メインダンサー   |
| イ・ミンヒョン | マーク MARK 마크       | 이 민형            | 李敏形        | Lee Minhyung |               | 1999年8月2日（26歳）   | A型    | カナダ オンタリオ州 トロント | カナダ ブリティッシュ コロンビア州 バンクーバー | 全州李氏 | リーダー メインラッパー メインダンサー   |
|                | ロンジュン RENJUN 런쥔 | ファン・インジュン | 황런쥔 황인준 | 黃仁俊       | Huang Renjun  | 2000年3月23日（25歳）  | O型    | -                            | 中国 吉林省吉林市                               | -        | メインボーカル リードダンサー            |
|                | ジェノ JENO 제노       | イ・ジェノ         | 이제노        | 李帝努       | Lee Jeno      | 2000年4月23日（25歳）  | A型    | 韓国 仁川広域市              | 韓国 京畿道高陽市 一山西区炭峴洞                | 慶州李氏 | メインラッパー リードダンサー            |
|                | ヘチャン HAECHAN 해찬  | イ・ドンヒョク     | 이동혁        | 李東赫       | Lee Donghyuck | 2000年6月6日（25歳）   | AB型   | 韓国 ソウル特別市            | 韓国 済州特別自治道                             | 星山李氏 | メインボーカル                           |
|                | ジェミン JAEMIN 재민   | ナ・ジェミン       | 나재민        | 羅渽民       | Na Jaemin     | 2000年8月13日（25歳）  | AB型   | 韓国 全羅北道全州市          | 韓国 仁川広域市 西区菁蘿洞                      | 不明     | リードダンサー サブラッパー サブボーカル |
|                | チョンロ CHENLE 천러   | ジョン・チェンラー | 종천러 종진락 | 钟辰乐       | Zhong Chenle  | 2001年11月22日（23歳） | O型    | -                            | 中国 上海市黄浦区                               | -        | メインボーカル                           |
|                | チソン JISUNG 지성     | パク・チソン       | 박지성        | 朴志晟       | Park Jisung   | 2002年2月5日（23歳）   | O型    | -                            | 韓国 ソウル特別市 城北区吉音洞                  | 密陽朴氏 | メインダンサー サブボーカル              |

## 出演

### テレビ番組
| 年     | 放送日  | 番組名                | 放送局     | 出演メンバー | 備考                                  | 出典   |
| ------ | ------- | --------------------- | ---------- | ------------ | ------------------------------------- | ------ |
| 2022年 | 6月11日 | Venue101              | NHK総合    | 全員         | 「Beatbox」                           | [ 64 ] |
| 2023年 | 3月30日 | CDTV30周年SP前夜祭    | TBS        | 全員         | 「Best Friend Ever」                  | [ 65 ] |
| 2024年 | 3月20日 | よるのブランチ        | TBS        | 全員         | VTR出演                               | [ 66 ] |
| 2024年 | 4月8日  | CDTVライブ!ライブ!    | TBS        | 全員         | 「Smoothie」                          | [ 67 ] |
| 2024年 | 4月13日 | Venue101              | NHK総合    | 全員         | 「Smoothie」                          | [ 68 ] |
| 2024年 | 12月4日 | 2024 FNS歌謡祭        | フジテレビ | 全員         | 「When I’m With You」                 | [ 69 ] |
| 2025年 | 2月21日 | 超音波                | テレビ東京 | 全員         | 「When I'm With You (Japanese ver.)」 | [ 70 ] |
| 2025年 | 2月26日 | よるのブランチ        | TBS        | 5人          | VTR出演                               | [ 71 ] |
| 2025年 | 3月4日  | あのちゃんの電電電波♪ | テレビ東京 | 5人          | 「When I'm With You (Japanese ver.)」 | [ 72 ] |
| 2025年 | 3月7日  | バズリズム02          | 日本テレビ | 5人          | 「When I'm With You (Japanese ver.)」 | [ 73 ] |
| 2025年 | 3月8日  | K-POPドック！         | 朝日放送   | 5人          |                                       |        |
| 2025年 | 3月15日 | K-POPドック！         | 朝日放送   | 5人          |                                       |        |
| 2025年 | 4月     | ハングルッ!ナビ       | NHK Eテレ  | 5人          | 4月マンスリーゲスト                   | [ 74 ] |
| 2025年 | 4月     | M:ZINE                | テレビ朝日 | 5人          | 4月ピックアップアーティスト           | [ 75 ] |

### ネット配信
- 『少年メンタルキャンプ』（2021年5月21日 - 6月25日、Wavve）
- 『NCT DREAM 日本デビュー記念特番』（2023年3月24日・31日、ABEMA）[76]
- 『STARSTRUCK』（2023年12月1日 - 12月29日、Weverse）

### ラジオ
- 『NCT DREAM ジェミンのうさぎちゃんねこちゃんラジオ』（2025年3月6日 - 、InterFM897）- ジェミン[77]

### 映画
- 『NCT DREAM THE MOVIE : In A DREAM』（2022年）[41]
- 『NCT DREAM Mystery Lab : DREAM( )SCAPE in Cinemas』（2024年）[56]

### 書籍
- 『DREAM A DREAM』（2021年）

### 広告

#### 広告
| 年     | メーカー              | 部門               | 備考               | 参考   |
| ------ | --------------------- | ------------------ | ------------------ | ------ |
| 2020年 | CANDYLAB              | 化粧品             | 韓国               | [ 78 ] |
| 2021年 | FCMM                  | 衣料品             | 韓国               |        |
| 2022年 | SOMETHINC             | 化粧品             | インドネシア       | [ 79 ] |
| 2022年 | Lemonilo              | 食品               | インドネシア       | [ 80 ] |
| 2022年 | Mernel                | 化粧品             | アジアアンバサダー | [ 81 ] |
| 2022年 | BLANC DIVA            | 化粧品             | ミューズ           | [ 82 ] |
| 2022年 | PENSHOPPE             | 衣料品             | インドネシア       | [ 83 ] |
| 2022年 | KB国民銀行            | 金融               | 韓国               | [ 84 ] |
| 2023年 | TEDDY ISLAND          | キャラクター       | 韓国               | [ 85 ] |
| 2023年 | TOSTOS Tortilla Chips | 食品               | インドネシア       |        |
| 2023年 | ロッテ免税店          | 免税店             | 韓国               | [ 86 ] |
| 2023年 | BANDAI SPIRITS        | キャラクターグッズ | 日本               |        |
| 2023年 | GiGo                  | グッズ             | 日本               |        |
| 2023年 | Moshi Moshi           | 雑貨               | タイ               |        |
| 2023年 | ウォーカーヒル        | ホテル＆リゾート   | 韓国               | [ 87 ] |
| 2024年 | CASETiFY              | テックアクセサリー | コラボレーション   | [ 88 ] |
| 2024年 | ルミネエスト新宿      | ファッションビル   | コラボレーション   | [ 89 ] |

#### 広報大使
- FIFA U-20 ワールドカップコリア2017 広報大使（2017年）- オフィシャルソング「Trigger the Fever」[90][91]
- 世界スカウト財団「WORLD SCOUT FOUNDATION」（2019年）- グローバルアンバサダー[92]
- Mクリーンキャンペーン広報大使（2020年）- ジェノ・チソン[93]
- 大韓民国同行セール広報大使（2020年）[94]

## 公演

### ファンミーティング
| 開催日            | タイトル                                                            | 会場                              |
| ----------------- | ------------------------------------------------------------------- | --------------------------------- |
| 2019年12月22日    | 2019 NCT DREAM FANMEETING 'WINTER DREAM with NCTzen DREAM' in SEOUL | 【ソウル】高麗大学校 化汀体育館   |
| 2021年8月25日     | NCT DREAM ONLINE FANMEETING 'HOT! SUMMER DREAM'                     | オンライン開催                    |
| 2023年7月22日     | 2023 NCT DREAM 7th ANNIVERSARY FANMEETING [DREAM LAND]              | 【埼玉】さいたまスーパーアリーナ  |
| 2025年2月1日・2日 | NCTzen DREAM-JAPAN Meeting 2025 ＜NCT DREAM: DREAMIES’ Wonderland＞ | 【千葉】幕張メッセ イベントホール |

### その他公演
| 開催日 | 開催日         | イベント名                                                    | 開催地                         | 脚注    |
| ------ | -------------- | ------------------------------------------------------------- | ------------------------------ | ------- |
| 2016年 | 9月10日        | スターフィールド河南ミニライブ                                | 韓国（河南市）                 |         |
| 2016年 | 9月24日        | 開かれた音楽会 in 亀尾市                                      | 韓国（亀尾市）                 | [ 95 ]  |
| 2016年 | 10月1日        | 九老区アジア青少年音楽祭                                      | 韓国（ソウル九老区）           |         |
| 2016年 | 10月9日        | 2016 アジア・ソング・フェスティバル                           | 韓国（釜山）                   |         |
| 2016年 | 10月15日       | 2016 K-コンテンツフェア「M-スーパーコンサート」               | 韓国（ソウル）                 | [ 96 ]  |
| 2016年 | 12月2日        | 2016 Mnet Asian Music Awards レッドカーペットイベント         | 中国（香港）                   | [ 97 ]  |
| 2016年 | 12月26日       | SBS歌謡大祭典                                                 | 韓国（ソウル）                 |         |
| 2016年 | 12月29日       | KBS歌謡祭                                                     | 韓国（ソウル）                 | [ 98 ]  |
| 2017年 | 1月18日        | 大韓民国ファーストブランド大賞                                | 韓国（ソウル）                 | [ 99 ]  |
| 2017年 | 2月15日        | FIFA U-20ワールドカップコリア2017広報大使委嘱式               | 韓国（ソウル）                 | [ 100 ] |
| 2017年 | 2月16日        | 第4回 イーデイリー文化大賞授賞式                              | 韓国（ソウル）                 | [ 101 ] |
| 2017年 | 3月7日         | 2016-2017三星生命女子プロバスケットボール正規リーグ授賞式     | 韓国（ソウル）                 | [ 102 ] |
| 2017年 | 4月8日         | V Chart Awards                                                | 澳門                           |         |
| 2017年 | 5月20日        | FIFA U-20ワールドカップコリア2017 開幕式                      | 韓国（全州市）                 | [ 103 ] |
| 2017年 | 5月21日        | 希望バスケットボールオールスター2017 祝賀公演                 | 韓国（ソウル）                 | [ 104 ] |
| 2017年 | 6月3日         | 第23回愛する大韓民国2017ドリームコンサート                    | 韓国（ソウル）                 | [ 105 ] |
| 2017年 | 7月8日         | SMTOWN LIVE 2017                                              | 韓国（ソウル）                 | [ 106 ] |
| 2017年 | 7月15日・16日  | SMTOWN Live World Tour Ⅵ in Japan                             | 日本（大阪）                   | [ 107 ] |
| 2017年 | 7月27日・28日  | SMTOWN Live World Tour Ⅵ in Japan                             | 日本（東京）                   | [ 107 ] |
| 2017年 | 8月5日         | SMTOWN SPECIAL STAGE in Hong Kong                             | 中国（香港）                   | [ 108 ] |
| 2017年 | 8月16日        | 1stミニアルバム「We Young」カムバックショーケース             | 韓国（ソウル）                 | [ 109 ] |
| 2017年 | 8月29日        | 雪だるまコンサート                                            | 韓国（ソウル）                 | [ 110 ] |
| 2017年 | 9月10日        | ロマン済州自然音楽会                                          | 韓国（済州島）                 | [ 111 ] |
| 2017年 | 9月24日        | 10th Anniversary KMF2017                                      | 日本（神奈川）                 | [ 112 ] |
| 2017年 | 10月21日       | 景福高校同窓会公演                                            | 韓国（ソウル）                 |         |
| 2017年 | 11月24日       | SMile Music Festival                                          | 韓国（ソウル）                 |         |
| 2018年 | 4月6日         | SMTOWN LIVE WORLD TOUR VI in DUBAI                            | アラブ首長国連邦（ドバイ）     | [ 113 ] |
| 2018年 | 4月15日        | 日韓友情フェスタK-POP FESTIVAL 2018 in TOKYO                  | 日本（東京）                   | [ 114 ] |
| 2018年 | 5月12日        | 第24回 愛する大韓民国2018 ドリームコンサート                  | 韓国（ソウル）                 | [ 115 ] |
| 2018年 | 7月28日・30日  | SMTOWN LIVE 2018 IN OSAKA                                     | 日本（大阪）                   | [ 116 ] |
| 2018年 | 8月5日         | 第14回玄仁歌謡祭                                              | 韓国（釜山）                   | [ 117 ] |
| 2018年 | 9月2日         | 2018仁川国際空港スカイフェスティバル                          | 韓国（仁川）                   | [ 118 ] |
| 2018年 | 9月8日         | MBCコリアンミュージックウェーブ「DMCフェスティバル2018」      | 韓国（ソウル）                 | [ 119 ] |
| 2018年 | 10月28日       | 2018釜山ワンアジアフェスティバル閉会式                        | 韓国（釜山）                   | [ 120 ] |
| 2018年 | 11月4日        | 2018済州韓流フェスティバル                                    | 韓国（済州島）                 | [ 121 ] |
| 2018年 | 11月23日       | SMile Music Festival 2018                                     | 韓国（ソウル）                 | [ 122 ] |
| 2018年 | 12月28日       | KBS歌謡祭                                                     | 韓国（ソウル）                 |         |
| 2018年 | 12月31日       | MBC歌謡大祭典                                                 | 韓国（ソウル）                 |         |
| 2019年 | 1月18日・19日  | SMTOWN SPECIAL STAGE in SANTIAGO                              | チリ（サンティアゴ）           | [ 123 ] |
| 2019年 | 2月9日         | さっぽろ雪まつり 2019 11th K-POP FESTIVAL                     | 日本（北海道）                 | [ 124 ] |
| 2019年 | 3月7日         | 2019 K-POP Friendship Concert in Manila                       | フィリピン（マニラ）           | [ 125 ] |
| 2019年 | 3月12日        | K-Wave & Halal Show In Malaysia                               | マレーシア（クアラルンプール） | [ 126 ] |
| 2019年 | 3月24日        | 第25回大韓民国芸能芸術賞授賞式                                | 韓国（ソウル）                 |         |
| 2019年 | 4月4日         | 不朽の名曲~伝説を歌う~ 400回記念スペシャルコンサート in Japan | 日本（東京）                   | [ 127 ] |
| 2019年 | 4月27日        | KL Jamm 2019                                                  | マレーシア（クアラルンプール） | [ 128 ] |
| 2019年 | 5月2日         | C-FESTIVAL 2019                                               | 韓国（ソウル）                 | [ 129 ] |
| 2019年 | 5月5日         | 2019 子供に新しい生命を                                       | 韓国（ソウル）                 | [ 130 ] |
| 2019年 | 5月18日        | 2019 ドリームコンサート                                       | 韓国（ソウル）                 | [ 131 ] |
| 2019年 | 5月19日        | K-Pop Entertaining Music Festival 韓國娯音樂饗宴              | 台湾（台北）                   | [ 132 ] |
| 2019年 | 5月25日        | 2019 Uクリーン青少年コンサート                                | 韓国（ソウル）                 | [ 133 ] |
| 2019年 | 6月15日        | 2019安東K-POPコンサート                                       | 韓国（安東市）                 | [ 134 ] |
| 2019年 | 7月23日        | 2019 世界スカウトジャンボリー                                 | アメリカ（ウェストバージニア） |         |
| 2019年 | 7月27日        | 第22回保寧マッドフェスティバル                                | 韓国（保寧市）                 | [ 135 ] |
| 2019年 | 8月3日 - 5日   | SMTOWN LIVE 2019 IN TOKYO                                     | 日本（東京）                   | [ 136 ] |
| 2019年 | 8月16日        | 2019 K-WORLD FESTA                                            | 韓国（ソウル）                 | [ 137 ] |
| 2019年 | 8月27日        | LOTTE Duty Free DA NANG Downtown Pre-Opening Concert 2019     | ベトナム（ダナン）             | [ 138 ] |
| 2019年 | 8月31日        | 2019仁川国際空港スカイフェスティバル                          | 韓国（仁川）                   | [ 139 ] |
| 2019年 | 9月1日         | THE SHOW WITH 2019 POHANG K-POP CONCERT                       | 韓国（浦項市）                 | [ 140 ] |
| 2019年 | 9月2日         | Power of K Lab7                                               | 韓国（ソウル）                 | [ 141 ] |
| 2019年 | 9月10日        | TRANS TV Korean Wave 2019 in Jakarta                          | インドネシア（ジャカルタ）     | [ 142 ] |
| 2019年 | 9月22日        | 12th KMF2019                                                  | 日本（東京）                   | [ 143 ] |
| 2019年 | 9月26日        | 世界知識フォーラム                                            | 韓国（ソウル）                 | [ 144 ] |
| 2019年 | 9月27日        | MBN ヒーローコンサート                                        | 韓国（ソウル）                 | [ 145 ] |
| 2019年 | 9月28日        | 開校98周年記念 京福高校家族体育大会                           | 韓国（ソウル）                 |         |
| 2019年 | 9月28日        | ソウルミュージックフェスティバル                              | 韓国（ソウル）                 | [ 146 ] |
| 2019年 | 10月5日        | 2019 光陽K-POP SUPER CONCERT                                  | 韓国（光陽市）                 | [ 147 ] |
| 2019年 | 10月6日        | SBSスーパーコンサート in 仁川                                 | 韓国（仁川）                   | [ 148 ] |
| 2019年 | 10月12日       | 亀尾愛 フェスティバル                                         | 韓国（亀尾市）                 | [ 149 ] |
| 2019年 | 12月14日       | TRANSMEDIA 18                                                 | インドネシア（ジャカルタ）     |         |
| 2019年 | 12月25日       | 2019 SBS歌謡大祭典                                            | 韓国（ソウル）                 | [ 150 ] |
| 2019年 | 12月27日       | 2019 KBS歌謡祭                                                | 韓国（ソウル）                 | [ 151 ] |
| 2019年 | 12月31日       | 2019 MBC歌謡大祭典                                            | 韓国（ソウル）                 |         |
| 2020年 | 1月5日         | ゴールデンディスク賞                                          | 韓国（ソウル）                 | [ 152 ] |
| 2020年 | 1月8日         | ガオンチャートミュージックアワード                            | 韓国（ソウル）                 | [ 153 ] |
| 2020年 | 1月12日        | K-JOY MUSIC Festival 2020                                     | タイ（ノンタブリー県）         |         |
| 2020年 | 1月30日        | ソウル歌謡大賞                                                | 韓国（ソウル）                 | [ 154 ] |
| 2020年 | 4月            | スポーツドクターズ リレー応援キャンペーン                     | 韓国（ソウル）                 | [ 155 ] |
| 2020年 | 6月2日         | M クリーンキャンペーン広報大使委嘱式                          | 韓国（ソウル）                 | [ 156 ] |
| 2020年 | 6月18日        | 第26回大韓民国芸能芸術賞授賞式                                | 韓国（ソウル）                 | [ 157 ] |
| 2020年 | 6月21日        | 開かれた音楽会 ユネスコ登録70周年記念編                       | 韓国（ソウル）                 |         |
| 2020年 | 7月3日         | 大韓民国同行セール特別行事 K-POP公演                          | 韓国（ソウル）                 | [ 158 ] |
| 2020年 | 8月13日        | 2020 SORIBADA BEST K-MUSIC AWARDS                             | 韓国（ソウル）                 | [ 159 ] |
| 2020年 | 11月27日       | 2020 K-POP x K-ART CONCERT SUPER KPA                          | 韓国（ソウル）                 |         |
| 2020年 | 11月28日       | 2020 Asia Artist Awards                                       | 韓国（ソウル）                 | [ 160 ] |
| 2021年 | 1月1日         | SMTOWN LIVE "Culture Humanity"                                | 韓国（ソウル）                 | [ 161 ] |
| 2021年 | 2月14日        | 2021大韓民国歌手大行進                                        | 韓国（ソウル）                 | [ 162 ] |
| 2021年 | 3月26日        | Lazada Super Party                                            | 韓国（ソウル）                 | [ 163 ] |
| 2021年 | 4月4日         | 韓国-アラブ首長国連邦フェスティバル                           | 韓国（ソウル）                 |         |
| 2021年 | 5月8日         | 釜山ワンアジアフェスティバル                                  | 韓国（釜山）                   |         |
| 2021年 | 5月22日        | DMZコンサート                                                 | 韓国（坡州市）                 | [ 164 ] |
| 2021年 | 6月26日        | 2021 ドリームコンサート                                       | 韓国（ソウル）                 | [ 165 ] |
| 2021年 | 7月17日        | 2021 Together Again, K-Pop Concert                            | 韓国（ソウル）                 | [ 166 ] |
| 2021年 | 9月30日        | MU:CON 2021                                                   | 韓国（ソウル）                 | [ 167 ] |
| 2021年 | 10月9日        | 2021 アジア・ソング・フェスティバル                           | 韓国（慶州市）                 | [ 168 ] |
| 2021年 | 10月12日       | LG U＋アイドルライブ                                          | 韓国（ソウル）                 | [ 169 ] |
| 2021年 | 10月28日       | 2021大韓民国大衆文化芸術賞授賞式                              | 韓国（ソウル）                 | [ 170 ] |
| 2021年 | 10月30日       | 2021 K-POP in Suncheon                                        | 韓国（順天市）                 | [ 171 ] |
| 2021年 | 11月14日       | 韓国文化祭り 2021ワールドK-POPコンサート                      | 韓国（高陽市）                 | [ 172 ] |
| 2021年 | 11月25日       | Tokopedia WIB Indonesia K-Pop Awards                          | インドネシア                   | [ 173 ] |
| 2021年 | 12月11日       | 2021 Mnet Asian Music Awards                                  | 韓国（ソウル）                 | [ 174 ] |
| 2021年 | 12月25日       | 2021 SBS歌謡大祭典                                            | 韓国（仁川）                   | [ 175 ] |
| 2021年 | 12月31日       | 2021 MBC歌謡大祭典                                            | 韓国（ソウル）                 | [ 176 ] |
| 2022年 | 1月1日         | SMTOWN LIVE 2022 : SMCU EXPRESS＠KWANGYA                      | 韓国（ソウル）                 | [ 177 ] |
| 2022年 | 1月2日         | SCTV K-POP Super Concert 2022                                 | インドネシア                   |         |
| 2022年 | 1月23日        | 第31回ソウル歌謡大賞                                          | 韓国（ソウル）                 | [ 178 ] |
| 2022年 | 1月27日        | 第11回ガオンチャートミュージックアワード                      | 韓国（ソウル）                 | [ 179 ] |
| 2022年 | 5月14日        | KPOP.FLEX                                                     | ドイツ（フランクフルト）       | [ 180 ] |
| 2022年 | 5月20日 - 22日 | Allo Bank Festival                                            | インドネシア（ジャカルタ）     | [ 181 ] |
| 2022年 | 5月29日        | Begin Again                                                   | フィリピン（マニラ）           | [ 182 ] |
| 2022年 | 6月18日        | 2022 ドリームコンサート                                       | 韓国（ソウル）                 | [ 183 ] |
| 2022年 | 8月10日        | ソウルフェスタ2022                                            | 韓国（ソウル）                 | [ 184 ] |
| 2022年 | 8月13日        | 蔚山サマーフェスティバル                                      | 韓国（蔚山広域市）             | [ 185 ] |
| 2022年 | 8月20日        | SMTOWN LIVE 2022 : SMCU EXPRESS@HUMAN CITY_SUWON              | 韓国（水原市）                 | [ 186 ] |
| 2022年 | 8月21日        | KCON 2022 LA                                                  | アメリカ（ロサンゼルス）       | [ 187 ] |
| 2022年 | 8月25日        | K GLOBAL HEART DREAM AWARDS                                   | 韓国（ソウル）                 | [ 188 ] |
| 2022年 | 8月27日 - 29日 | SMTOWN LIVE 2022 : SMCU EXPRESS＠TOKYO                        | 日本（東京）                   | [ 189 ] |
| 2022年 | 9月23日        | 2022 Liivコンサート                                           | 韓国（ソウル）                 | [ 190 ] |
| 2022年 | 9月28日        | Korean Wave 2022                                              | インドネシア（ジャカルタ）     |         |
| 2022年 | 10月7日        | THE-K Concert                                                 | 韓国（ソウル）                 | [ 191 ] |
| 2022年 | 10月8日        | THE FACT MUSIC AWARDS                                         | 韓国（ソウル）                 | [ 192 ] |
| 2022年 | 10月15日       | 안녕, BANGKOK : ARENA K 2022                                  | タイ（バンコク）               |         |
| 2022年 | 10月21日       | I-POP U 2022 MANILA                                           | フィリピン（マニラ）           | [ 193 ] |
| 2022年 | 11月8日        | 2022 Genie Music Awards                                       | 韓国（仁川）                   | [ 194 ] |
| 2022年 | 11月12日       | KBS Music Bank in Chile                                       | チリ（サンティアゴ）           | [ 195 ] |
| 2022年 | 12月16日       | 2022 KBS歌謡祭                                                | 韓国（ソウル）                 | [ 196 ] |
| 2022年 | 12月24日       | 2022 SBS歌謡大祭典                                            | 韓国（ソウル）                 | [ 197 ] |
| 2022年 | 12月31日       | 2022 MBC歌謡大祭典                                            | 韓国（ソウル）                 | [ 198 ] |
| 2023年 | 1月19日        | ソウル歌謡大賞                                                | 韓国（ソウル）                 | [ 199 ] |
| 2023年 | 1月28日        | SEEN FESTIVAL                                                 | マレーシア（クアラルンプール） | [ 200 ] |
| 2023年 | 2月10日・11日  | Hanteo Music Awards 2022                                      | 韓国（ソウル）                 | [ 201 ] |
| 2023年 | 3月7日         | Krisflyer Experiences K-Pop Concert                           | 韓国（ソウル）                 | [ 202 ] |
| 2023年 | 6月16日        | LOTTE DUTY FREE FAMILY CONCERT                                | 韓国（ソウル）                 | [ 203 ] |
| 2023年 | 8月11日        | 2023セマングム世界スカウトジャンボリーK-POP SUPER LIVE        | 韓国（ソウル）                 | [ 204 ] |
| 2023年 | 9月23日        | SMTOWN LIVE 2023 SMCU PALACE @JAKARTA with KB Bank            | インドネシア（ジャカルタ）     | [ 205 ] |
| 2023年 | 10月4日        | SBS 人気歌謡 LIVE in TOKYO                                    | 日本（東京）                   | [ 206 ] |
| 2023年 | 10月8日        | 江南フェスティバル 永東大路K-POP コンサート                   | 韓国（ソウル）                 | [ 207 ] |
| 2023年 | 10月15日       | M COUNTDOWN IN FRANCE                                         | フランス（パリ）               | [ 208 ] |
| 2023年 | 10月28日       | 2023 MOKKOJI KOREA CONCERT                                    | メキシコ（メキシコシティ）     | [ 209 ] |
| 2023年 | 11月25日       | Neighbors Con                                                 | 日本（横浜）                   | [ 210 ] |
| 2023年 | 12月2日        | Melon Music Awards                                            | 韓国（仁川）                   | [ 211 ] |
| 2023年 | 12月10日       | 2023 iHeart Radio Jingle Ball Tour                            | アメリカ（ボストン）           | [ 212 ] |
| 2023年 | 12月11日       | 2023 iHeart Radio Jingle Ball Tour                            | アメリカ（ワシントンD.C.）     | [ 212 ] |
| 2023年 | 12月14日       | 2023 iHeart Radio Jingle Ball Tour                            | アメリカ（アトランタ）         | [ 212 ] |
| 2023年 | 12月15日       | 2023 KBS歌謡祭                                                | 韓国（ソウル）                 |         |
| 2023年 | 12月25日       | 2023 SBS歌謡大祭典                                            | 韓国（仁川）                   | [ 213 ] |
| 2023年 | 12月31日       | 2023 MBC歌謡大祭典                                            | 韓国（ソウル）                 | [ 214 ] |
| 2024年 | 1月2日         | ソウル歌謡大賞                                                | タイ（バンコク）               | [ 215 ] |
| 2024年 | 1月10日        | 2023 Circle Chart Music Awards                                | 韓国（釜山）                   | [ 216 ] |
| 2024年 | 2月18日        | ハントミュージックアワード 2023                               | 韓国（ソウル）                 | [ 217 ] |
| 2024年 | 2月21日・22日  | SMTOWN LIVE 2024 SMCU PALACE @TOKYO                           | 日本（東京）                   | [ 218 ] |
| 2024年 | 8月17日        | SUMMER SONIC 2024                                             | 日本（東京）                   | [ 219 ] |
| 2024年 | 8月18日        | SUMMER SONIC 2024                                             | 日本（大阪）                   | [ 219 ] |
| 2024年 | 12月13日       | iHeart Radio Jingle Ball                                      | アメリカ（ニューヨーク）       | [ 220 ] |
| 2024年 | 12月20日       | 2024 KBS歌謡祭                                                | 韓国（高陽市）                 | [ 221 ] |
| 2024年 | 12月25日       | 2024 SBS歌謡大祭典                                            | 韓国（仁川）                   | [ 222 ] |
| 2024年 | 12月31日       | 2024 MBC歌謡大祭典                                            | 韓国（ソウル）                 | [ 223 ] |
| 2025年 | 1月11日・12日  | SMTOWN LIVE 2025 in SEOUL                                     | 韓国（ソウル）                 | [ 224 ] |
| 2025年 | 3月29日        | The Performance                                               | 日本（横浜）                   | [ 225 ] |
| 2025年 | 4月13日        | INGALIVE UNI-CON in TOKYO DOME                                | 日本（東京）                   | [ 226 ] |
| 2025年 | 5月9日         | SMTOWN LIVE 2025 in MEXICO CITY                               | メキシコ（メキシコシティ）     |         |
| 2025年 | 5月11日        | SMTOWN LIVE 2025 in L.A.                                      | アメリカ（ロサンゼルス）       |         |
| 2025年 | 6月28日        | SMTOWN LIVE 2025 in London                                    | イギリス（ロンドン）           | [ 227 ] |
| 2025年 | 8月9日・10日   | SMTOWN LIVE 2025 in TOKYO                                     | 日本（東京）                   | [ 228 ] |

## 受賞歴

### 授賞式
| 受賞年 | 内容 |
| ------ | --- |
| 2017年 | - 第5回音悦Tai Vチャートアワード 最具潜力組合 - 第15回大韓民国ファーストブランド大賞 2017活躍期待される韓流スター10人 中国特別賞 |
| 2018年 | - 最も影響力のあるティーン25人- 米TIME誌 - 今年の21歳以下アーティスト21 - 米ビルボード |
| 2019年 | - 今年の21歳以下アーティスト21 - 米ビルボード - 第25回大韓民国芸能芸術賞 - ボーイズグループ大賞 |
| 2020年 | - 第34回ゴールデンディスク賞 - 本賞（アルバム部門） - 第9回ガオンチャートミュージックアワード - ホットパフォーマンス賞 - 第29回ソウル歌謡大賞 - 本賞 - 第26回大韓民国芸能芸術賞 - グループ歌手賞 - 第4回Soribada Best K-Music Awards - 本賞 - 今年の21歳以下アーティスト21 - 米ビルボード - 第5回Asia Artist Awards - ベストエモーティブ賞 |
| 2021年 | - 第12回大韓民国大衆文化芸術賞 - 文化体育観光部長官表彰 - 第1回Tokopedia WIB: Indonesia K-Pop Awards - TER-DREAMY賞 - 第13回Melon Music Awards - 今年のTOP10賞（本賞） - 2021 Mnet Asian Music Awards - WORLDWIDE FANS' CHOICE TOP10 - 第1回Hanteo Music Awards - 初動記録賞、アーティスト賞（男性グループ部門） |
| 2022年 | - 第36回ゴールデンディスク賞 - 本賞（アルバム部門『Hot Sauce』） - 第31回ソウル歌謡大賞 - 最高アルバム賞 - 第11回ガオンチャートミュージックアワード - 今年の歌手賞（アルバム部門・第2四半期『Hot Sauce』）、今年のトップキットセラー賞 - 第7回テン・アジア トップテンアワード - タイ1位、総合3位 - 第1回K GLOBAL HEART DREAM AWARDS - 本賞、Kグローバルベストアーティスト賞 - 第8回テン・アジア トップテンアワード - タイ1位 - 第5回THE FACT MUSIC AWARDS - リスナーズチョイス賞、今年のアーティスト賞（本賞）、ベストパフォーマー賞、ワールドワイドアイコン賞 - 第4回Genie Music Awards - 今年の歌手賞（大賞）、今年のアルバム賞『Glitch Mode』（大賞） - 第14回Melon Music Awards - 今年のTOP10賞（本賞） - 2022 MAMA AWARDS - WORLDWIDE FANS' CHOICE TOP10 - 第3回亜洲流行音楽大賞 - 今年のアルバムTOP 20（海外）、今年の楽曲TOP 20（海外） |
| 2023年 | - 第37回ゴールデンディスク賞 - 本賞（アルバム部門『Glitch Mode』） - 第32回ソウル歌謡大賞 - 大賞、本賞 - 第2回Hanteo Music Awards - 大賞（ベストアルバム）、本賞 - 注目すべきK-POPスター - 米ビルボード - 第10回テン・アジア トップテンアワード - タイ1位 - 2023 MAMA AWARDS - WORLDWIDE FANS' CHOICE TOP10 - 第15回Melon Music Awards - 大賞（レコード・オブ・ザ・イヤー）、今年のTOP10賞（本賞）、ベスト男性グループ賞、MILLIONS TOP 10賞 - 第4回亜洲流行音楽大賞 - 今年のレコード賞（海外）、今年のアルバムTOP 20（海外）、今年の楽曲TOP 20（海外） |
| 2024年 | - 第33回ソウル歌謡大賞 - 大賞、本賞 - 第38回ゴールデンディスク賞 - 本賞（アルバム部門『ISTJ』） - 第13回サークルチャートミュージックアワード - 今年のデジタルアルバム賞『ISTJ』、今年の歌手賞（アルバム部門『ISTJ』）、今年のワールド韓流スター賞 - 第11回テン・アジア トップテンアワード - タイ1位 - Hanteo Music Awards 2024 - 大賞（ベストアーティスト）、本賞 - 第12回テン・アジア トップテンアワード - タイ1位、中国1位 - 2024 MAMA AWARDS - FANS' CHOICE MALE TOP 10（MALE） |
| 2025年 | - 第39回ゴールデンディスク賞 - 本賞（アルバム部門『DREAM( )SCAPE』） - HANTEO MUSIC AWARDS 2024 - 本賞 - 第34回ソウル歌謡大賞 - 本賞 - K WORLD DREAM AWARDS - ベストアルバム賞 |

### 音楽番組首位
| 年     | 受賞歴 |
| ------ | --- |
| 2017年 | - My First and Last（3冠） - 2月14日 - 28日：SBS M『THE SHOW』（3週連続） |
| 2019年 | - BOOM（2冠） - 8月6日・20日：SBS M『THE SHOW』（2週連続） |
| 2020年 | - Ridin'（1冠） - 5月8日：KBS2『ミュージックバンク』 |
| 2021年 | - Hot Sauce（8冠） - 5月19日：MBC M『SHOW CHAMPION』 - 5月20日 - 6月3日：Mnet『M COUNTDOWN』（3週連続） - 5月21日・28日：KBS2『ミュージックバンク』（2週連続） - 5月22日：MBC『ショー!音楽中心』 - 5月23日：SBS『SBS人気歌謡』 - Hello Future（6冠） - 7月8日・15日：Mnet『M COUNTDOWN』（2週連続） - 7月9日：KBS2『ミュージックバンク』 - 7月10日：MBC『ショー!音楽中心』 - 7月11日：SBS『SBS人気歌謡』 - 7月14日：MBC M『SHOW CHAMPION』                          |
| 2022年 | - Glitch Mode（5冠） - 4月6日：MBC M『SHOW CHAMPION』 - 4月7日：Mnet『M COUNTDOWN』 - 4月8日：KBS2『ミュージックバンク』 - 4月9日：MBC『ショー!音楽中心』 - 4月10日：SBS『SBS人気歌謡』 - Beatbox（5冠） - 6月8日：MBC M『SHOW CHAMPION』 - 6月9日：Mnet『M COUNTDOWN』 - 6月10日：KBS2『ミュージックバンク』 - 6月11日：MBC『ショー!音楽中心』 - 6月12日：SBS『SBS人気歌謡』 - Candy（2冠） - 12月29日：Mnet『M COUNTDOWN』 - 12月30日：KBS2『ミュージックバンク』 |
| 2023年 | - ISTJ（4冠） - 7月26日：MBC M『SHOW CHAMPION』 - 7月28日・8月4日：KBS『ミュージックバンク』（2週連続） - 7月29日：MBC『ショー!音楽中心』 |
| 2024年 | - Smoothie（4冠） - 4月3日：MBC M『SHOW CHAMPION』 - 4月4日：Mnet『M COUNTDOWN』 - 4月5日：KBS2『ミュージックバンク』 - 4月6日：MBC『ショー!音楽中心』 - When I'm With You（3冠） - 11月20日：MBC M『SHOW CHAMPION』 - 11月22日：KBS2『ミュージックバンク』 - 11月23日：MBC『ショー!音楽中心』 合計：43冠 |